# Ivar F. Andrésen

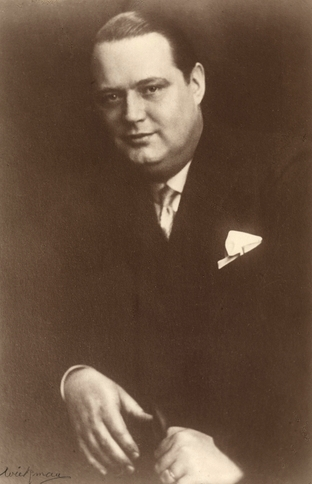
Ivar F. Andrésen

Ivar Frithiof Andrésen (* 27. Juli 1896 in Kristiana; † 6. November 1940 in Stockholm) war ein norwegischer Opernsänger (Bass), der sich seit Mitte der 1920er Jahre zu einem der bedeutendsten Wagner-Sänger seiner Zeit entwickelte. In Deutschland war er durch Engagements an den Opernhäusern von Dresden und Berlin sowie durch Auftritte bei den Bayreuther Festspielen bekannt, wobei er auch die Schreibweise Ivar Andrésen verwendete.

## Leben
Ivar Andresen wuchs in Oslo in der Nachbarschaft der gleichaltrigen späteren Opernsängerin Kirsten Flagstad (1895–1962) auf. Er studierte in Stockholm und später in der Stilbildungs-Schule der Bayreuther Festspiele bei Wagners Sohn Siegfried Wagner sowie in Berlin. Sein Bühnendebüt hatte er 1919 als Pharao in Aida an der Stockholmer Oper. Dort war er von 1921 bis 1925 engagiert, bevor er von 1925 bis 1931 nach Dresden und später nach Berlin ging. Er sang zudem 1928 bis 1931 am Royal Opera House in Covent Garden (London) und beim englischen Glyndebourne-Festival (1935, 1936). 1930 war er der erste Norweger, der an der Metropolitan Opera New York sang – als Daland in Der fliegende Holländer. Er gastierte in New York bis 1932. Neben den Wagner-Rollen verkörperte er auch Buffo-Partien, insbesondere in Mozart-Opern.
1921 heiratete er in Askersund Greta Maria Westlin (* 1899; † 1985) und hatte mit ihr den Sohn Thorolf  Gillis Andrésen (* 1923 Stockholm; † 2004). Krankheit beeinträchtigte früh seine Karriere, und er starb unerwartet mit 44 Jahren.  Er wurde in Askersund begraben.
Sein Bruder war der Bariton Alf Henry Andrésen (Künstlername: Henry Alf; * 1891 Kristiania; † 1963 Oslo), sein Neffe der Politiker Thorvald Stoltenberg (1931–2018).
In Norwegen ist er auch durch Halstabletten der Marke IFA des Herstellers Nidar bekannt: Deren Schachtel zieren sein Porträt sowie seine mit dem Datum Dresden, 5. 11. 1930 versehene Empfehlung für Sänger, Sprecher, Raucher und Sportler.

## Bayreuther Festspiele
Ivar Andresen wirkte bei den Bayreuther Festspielen von 1927 bis 1936 mit, wobei er als Dauerbesetzung des Gurnemanz (Parsifal) herausragte. In seinem Fach wechselte er sich dort mit Ludwig Hofmann (1895–1963) und Josef von Manowarda (1890–1942) ab.
- 1927: König Marke (Tristan und Isolde), Gurnemanz
- 1928: König Marke, Gurnemanz
- 1930: Landgraf (Tannhäuser), Gurnemanz
- 1931: Landgraf, Hunding (Die Walküre), Gurnemanz
- 1933: Veit Pogner (Die Meistersinger von Nürnberg), Fasolt (Das Rheingold), Gurnemanz, Titurel (Parsifal)
- 1934: Veit Pogner, Fasolt, Gurnemanz
- 1936: Fasolt, Gurnemanz

## Tonaufnahmen
Von Ivar Andresen sind zahlreiche Schallplatten-Aufnahmen – auch als Konzert- und Liedersänger – erhalten, die später auch als CDs wieder erschienen.

Auswahl:
- Wagner: Tristan und Isolde, mit Nanny Larsen-Todsen (Isolde) und Gunnar Graarud (Tristan), Ivar F. Andrésen (König Marke); Chor und Orchester der Bayreuther Festspiele, Dirigent: Karl Elmendorff, 1928[7] (dies war die erste Tristan und Isolde-Aufnahme der Schallplattengeschichte)
- Electrola, 4-042031, Kat.Nr. E.H. 121, O Isis und Osiris ("Die Zauberflöte" – Mozart) Ivar Andresen, Dirigent: Kapellmeister Fritz Zweig
- Electrola, 4-042032, Kat.Nr. E.H. 121, In diesen heiligen Hallen ("Die Zauberflöte" – Mozart) Ivar Andresen, Dirigent: Kapellmeister Fritz Zweig